# Тунгуань (Тунлин)
Тунгуа́нь (кит. упр. 铜官, пиньинь Tóngguān) — район городского подчинения городского округа Тунлин провинции Аньхой (КНР).

## История
В 1956 году Тунгуаньшаньский горнодобывающий район (铜官山矿区) уезда Тунлин был выделен в отдельный город Тунгуаньшань (铜官山市), подчинённый напрямую властям провинции Аньхой. В 1958 году город Тунгуаншань и уезд Тунлин были объединены в город Тунлин (铜陵市) провинциального подчинения, но в 1959 году город и уезд были разделены вновь. В 1964 году город Тунлин был преобразован в Особый район Тунлин (铜陵特区), по-прежнему напрямую подчинённый властям провинции Аньхой. В 1972 году Особый район Тунлин был опять преобразован в город Тунлин провинциального подчинения.
В 1974 году город Тунлин был разделён на три района городского подчинения: Тунгуаньшань (铜官山区), Шицзышань (狮子山区) и Пригородный район (郊区).
В 2011 году в Тунлине были ликвидированы такие стандартные для КНР единицы административного деления урбанизированных районов, как уличные комитеты; районы городского подчинения Тунлина стали делиться сразу на микрорайоны.
В 2015 году районы Тунгуаньшань и Шицзышань были объединены в район Тунгуань.

## Административное деление
Район делится на 23 микрорайона. По историческим причинам в состав района Тунгуань входит ряд анклавов в соседних районах.